# エリザベータ・ゲルト

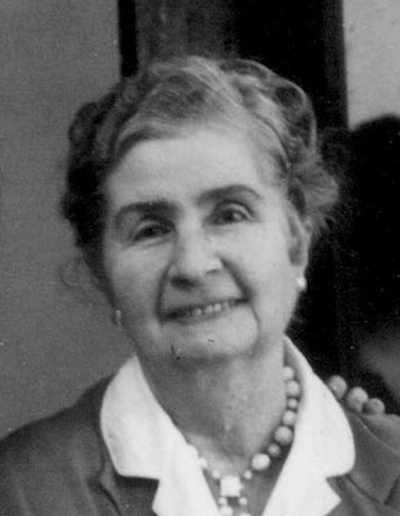
エリザベータ・ゲルト

エリザベータ・パーヴラブナ・ゲルト　（ロシア語：Елизаве́та Па́вловна Ге́рдт, ラテン文字転写: Elizaveta Pavlovna Gerdt 1891年4月17日 - 1975年11月6日）は、ロシアのバレリーナ・バレエ教師。20世紀ロシアにおけるクラシックバレエの主要な女性教師の1人。 ソ連名誉アーティスト（1951）。 帝室バレエ団ダンサー、パーヴェル・ゲルトの娘、サミュエル・アンドリアーノフSamuil Andrianovの妻。

## 経歴
マリインスキー劇場 所属のバレエダンサーであるパーヴェル・ゲルトと妻シャポシニコーバの間に生まれた。 ペテルブルク劇場学校(現ワガノワ・バレエ・アカデミー)で教育を受けた。 それはミハイル・フォーキンのクラスで始まり、その後1908年に彼女はマリインスキー劇場バレエ団に入学した。 1917年、ダンスのキャリアと並行して、彼女はバレエを教え始めた。 ゲルトの厳格で高貴なバレエ芸術は、クリスチャン・ヨハンソン、マリウス・プティパと、彼女の父親であるパーヴェル・ゲルトによるクラッシックバレエ学校の伝統の中で形成された。 ライラックの妖精『眠れる森の美女』、ザリ『コッペリア』、イザベラ『ダミスの試練』の役を演じた後、1919年にバレリーナの称号を授与された。 彼女のソリストとしてのピークは、ソ連邦時代のマリインスキー劇場において、革命前には最高となっていた、バレエ芸術の再開に積極的に参加した20年代にある。バレリーナがクラッシックバレエ学校の伝統の元で育つ時に、彼女はロシアバレエの伝統を革命時代にも保った。 エリザベータ・ゲルトの柔らかな色彩は維持され、形が完璧で、1920年代バレエ文化の標準となった。20年間の公演の後、1928年にエリザベータ・ゲルトは舞台を去り、完全に教育に専念した。
彼女は出身劇場でバレリーナの上級クラスを教え、1927年から1934年にレニングラードバレエ学校(現ワガノワ・バレエ・アカデミー)で並行して教え、1930年から1932年には芸術監督も務めた。 1934年に彼女はモスクワに移り、1935年にモスクワ国立バレエアカデミー（通称ボリショイバレエ学校）で教え始めた。 1936-37年に彼女は芸術監督であった。 彼女はバレエ学校での仕事とボリショイ劇場バレエ団での指導を両方こなした。 戦争中、1942年から1945年まで、彼女は疎開していた。彼女はしばらくの間（疎開中？）トビリシのオペラバレエ劇場（1934年創設）国立バレエ学校で働いていた。 1945年に彼女はモスクワに戻り教育を続け、1960年以降はボリショイ劇場でのみ教えた。
当時ボリショイ劇場レッスンクラスは4クラスあり2クラスがソリストの為の上級クラスである。エリザベータ・ゲルトが教える上級クラスは人気があり、競争をくぐり抜けた生徒からは多くの有名バレエダンサーを輩出した。 
エリザベータ・ゲルトは1975年11月6日に亡くなった。 Vvedenskoye墓地に埋葬された。

## 主な生徒

### サンクトペテルブルク時代
- アラ・シェレスト（ロシア語版、英語版）

### モスクワ時代
- スラミフィ・メッセレル
- イリーナ・ティハミールノヴァ（ロシア語版）
- マリアンナ・バラリューフスカヤ（ロシア語版）
- マイヤ・プリセツカヤ
- ライサ・ストルチコワ（ロシア語版、英語版）
- ミラ・レーディナ（ロシア語版、英語版）
- ヴィオレッタ・ボフト（ロシア語版、英語版）
- エカテリーナ・マクシーモワ
- ジュジャ・クー
- エレーナ／クセーニヤ・リャビンキナ（ロシア語版、英語版）

## 受賞歴
- 1951-ソ連邦名誉アーティスト